# 신비한 별의 쌍둥이 공주
《신비한 별의 쌍둥이 공주》(일본어: ふしぎ星の☆ふたご姫 후시기보시노 후타고히메[*])는 HAL필름메이커, TV도쿄, NAS가 공동으로 제작한 애니메이션으로, 대한민국에서는 2006년 10월 23일 투니버스에서 방영되었다. 일본에서는 반다이에서 쌍둥이 공주의 캐릭터 상품들을 만들었으나 어떻게 된 일인지 상당수 소규모 매장에서는 판매되지 않았다.

## 프린세스 파티
- 제1회-해님 나라. 춤 경연 대회. 우승자는 리오네.
- 제2회-불꽃 나라. 데코 경연 대회. 우승자는 씨앗 나라의 11명의 공주.
- 제3회-보석 나라. 요리 경연 대회. 우승자는 밀키.[1]
- 제4회-씨앗 나라. 일종의 올림픽. 우승자는 미를로.
- 제5회-달나라. 꽃꽂이 경연 대회. 우승자는 소피.
- 제6회-물방울 나라. 미술 경연 대회. 우승자는 아르테사로 선정.[2]
- 제7회-풍차 나라. 춤 경연 대회. 우승자는 브라이트가 파인을 지목했으나, 파인은 아르테사를 지명.[3]

## 주제가
- 오프닝 : "공주니까 괜찮아"

노래 : 김령희　작곡 : 혼다 요이치로　개사 : 장동준
- 첫 번째 엔딩 : "깜찍한 판타지"

노래 : 파인,레인　작곡 : 다카노 야스히로　작사 : 장동준
- 두 번째 엔딩 : "밥빠빠 랍"

노래 : 파인,레인　작곡 : 고토 후유키　작사 : 장동준

## 만화판
애니메이션의 방영에 이어 아난 마유키의 만화책도 출간되었으며, 주요 등장인물 및 캐릭터는 아래와 같다.
- 햇님 나라

레인
파인
푸모
트루스 국왕
엘자 왕비
- 달나라

달나라의 여왕
쉐이드(이클립스)
밀키
문 버드
- 보석 나라

브라이트
아르테사
- 불꽃 나라

월 국왕
왕비
리오네
티오
- 풍차 나라

소피
아우라
- 물방울 나라

미를로
- 씨앗 나라

씨앗 나라의 국왕
공주들
마더 트리
- 계통 불명

스카이 드래곤
수달-자칭 어부.
- (굵은 글씨는 비중이 큰 캐릭터)

## 방송국
- TV도쿄 (간토광역권) (2005년 4월 2일 - 2006년 3월 25일)
- TV 홋카이도 (2005년 4월 2일 - 2006년 3월 25일)
- TV 아이치 (아이치현) (2005년 4월 2일 - 2006년 3월 25일)
- TV 오사카 (오사카부) (2005년 4월 2일 - 2006년 3월 25일)
- TV 세토우치 (오카야마현・가가와현) (2005년 4월 2일 - 2006년 3월 25일)
- TVQ 규슈 방송 (후쿠오카현) (2005년 4월 2일 - 2006년 3월 25일)
- BS TV 도쿄 (2005년 4월 5일 - 2006년 3월 28일)
- AT-X (2005년 4월 5일 - 2006년 3월 28일)

## 같이 보기
- 신비한 별의 쌍둥이 공주 꼬옥!